# Motore di ricerca umano
Un motore di ricerca umano è un motore di ricerca che usa la partecipazione umana per filtrare i risultati della ricerca e assistere gli utenti ad avere maggior chiarezza nei risultati della ricerca, ma anche potenzialmente viziati dalla soggettività di singole scelte. L'obiettivo è quello di fornire un numero limitato di risultati rilevanti, al contrario degli altri motori di ricerca che spesso restituiscono un largo numero di risultati, che potrebbero essere o non essere rilevanti. 

## Descrizione
Gli algoritmi informatici presentano comunque alcuni gradi di libertà, in base ai parametri funzionali fissati dal decisore umano, per tenere sotto controllo la tecnologia software sottostante. Esempi di motori di ricerca umani includono:
- ChaCha: inattivo
- Mahalo.com: inattivo
- Sproose: inattivo
- dominio in dismissione: Uatoo, TellSome
- NowNow di Amazon.com: inattivo.

In ambito informatico, una prima distinzione informatica di base è quella fra motori automatici/semi-automatici (crawler, search engine), oppure indici-directory (detti anche manuali).